# Juan Martín de Pueyrredón
Juan Martín Mariano de Pueyrredón (Buenos Aires, Imperio español; 18 de diciembre de 1777-Buenos Aires, Confederación Argentina; 13 de marzo de 1850) fue un militar y político argentino, que se desempeñó como director supremo de las Provincias Unidas del Río de la Plata. Es considerado uno de los personajes más importantes de la guerra de la independencia de su país.

## Familia y juventud
Juan Martín de Pueyrredón fue el sexto de los once vástagos del comerciante francés Juan Martín de Pueyrredon y de la Boucherie o Labrucherie (1738-1791) —nacido en Issor (en el Bearne), hoy Pirineos Atlánticos, Francia— y la dama porteña Rita Damasia Dogan y Martínez de Soria (1747-1808) (hija de un inmigrante irlandés según algunos, o de un militar gallego, según otros, y de madre de orígenes criollos).
No pudo terminar sus estudios[cita requerida] y en 1795 fue enviado a Cádiz, España, para asumir las responsabilidades del negocio de la familia después de la muerte de su padre. Pasó los años siguientes viajando por Francia y España.

## El héroe de Perdriel
Regresó a su ciudad natal en 1805, habiendo ya reunido una fortuna considerable como comerciante. Al producirse la primera de las Invasiones Inglesas al Río de la Plata en 1806, dirigida por el general William Carr Beresford y el comodoro sir Home Riggs Popham, se dirigió al campo y reunió un ejército voluntario que entrenó para recobrar la ciudad, junto a otros oficiales como Martín Rodríguez y Cornelio Zelaya. Cuando los ingleses se enteraron de sus actividades, lo atacaron en la Chacra de Perdriel (actualmente Partido de General San Martín), derrotándolo en la mañana del 1.º de agosto de 1806. Sin embargo, lo exiguo de la derrota dejó en claro que se podía vencer a los invasores con mayores fuerzas. Se unió al ejército que trajo de Montevideo Santiago de Liniers y participó con él en la llamada Reconquista de Buenos Aires, el 12 de agosto.
Fue el primer comandante del regimiento de Húsares de Buenos Aires, fundado el 14 de agosto del mismo año y dividido en tres escuadrones: el primero al mando directo de Pueyrredón y los otros dos al de Lucas Vivas y Pedro Ramón Núñez. Cinco días más tarde, se nombró segundo jefe a Martín Rodríguez. En el mes de noviembre, el cabildo de Buenos Aires lo nombró su representante ante el gobierno de Madrid para pedir ayuda, ya que la flota inglesa aún controlaba el río. Al partir dejó el mando de los Húsares a Martín Rodríguez, además de crearse un cuarto escuadrón al mando de Diego Herrera.

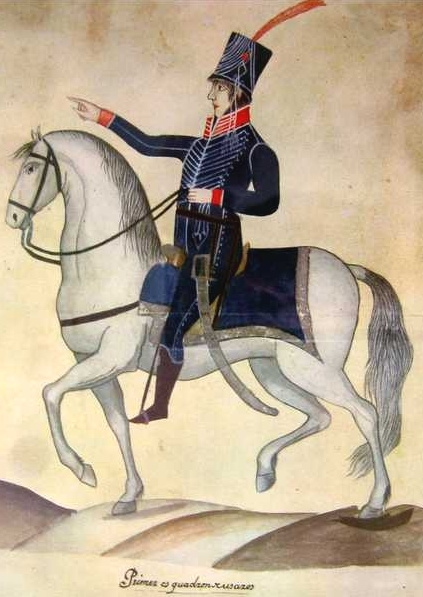
Húsares de Pueyrredón

Sus gestiones no tuvieron éxito. Tras la invasión francesa de España, regresó a Montevideo en enero de 1809, pero fue arrestado por orden del gobernador Francisco Javier de Elío, enemigo del virrey Santiago de Liniers. Logró fugarse y llegó a Buenos Aires, donde intentó convencer a Liniers que no entregara el mando al nuevo virrey, Baltasar Hidalgo de Cisneros; solo consiguió un nuevo arresto. Huyó por segunda vez, y viajó a Río de Janeiro, actuando como mensajero del partido carlotista, con lo que tampoco logró resultado alguno.

## Gobernaciones y primera campaña al Alto Perú

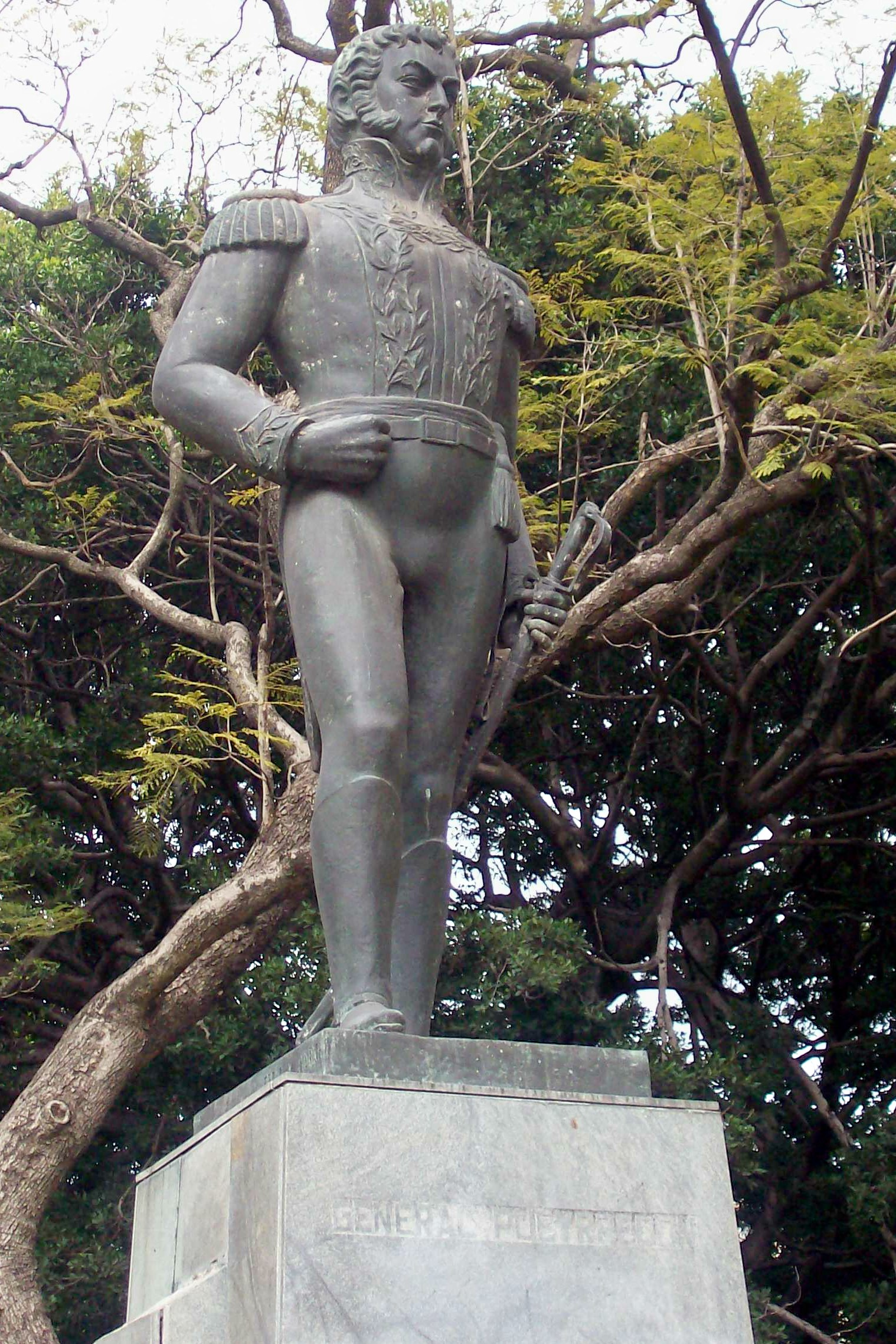
Monumento a Juan Martín de Pueyrredón en Buenos Aires.

En junio de 1810 Pueyrredón llegó a Buenos Aires —donde ya había estallado la Revolución de Mayo— y se puso a disposición del nuevo gobierno. Poco después, el 3 de agosto del mismo año, fue nombrado gobernador intendente de Córdoba. Tras el fusilamiento de Liniers, llevó la tranquilidad a la ciudad por medio de una amnistía. Apoyó al Ejército del Norte y organizó el cabildo abierto que eligió al deán Gregorio Funes como diputado a la Junta Grande. En enero de 1811 asumió como gobernador intendente de Chuquisaca, donde estaba cuando se produjo la derrota de los revolucionarios en la batalla de Huaqui.
Se retiró a Potosí durante el retroceso del Ejército del Norte, donde inicialmente se puso a órdenes de Juan José Castelli; un tumulto en esa ciudad lo llevó a tomar de hecho el mando de buena parte del ejército.
Algunos días más tarde, mientras este se retiraba hacia el sur, Pueyrredón se llevó toda la plata amonedada y sin acuñar que encontró a la ciudad de Salta, salvando los caudales en metálico de que disponía el gobierno.
En septiembre fue nombrado oficialmente comandante del desmoralizado Ejército del Norte, cuando este ya había llegado a San Salvador de Jujuy.
Sus esfuerzos por reorganizar el Ejército no fueron particularmente fructíferos; ante el avance del Ejército Real del Perú envió a la mejor parte de sus tropas al mando de Eustoquio Díaz Vélez, que fueron derrotados en el combate de Nazareno. De modo que Pueyrredón retiró la totalidad del ejército hacia el sur, instalándose en la posta de Yatasto, donde en marzo de 1812 fue reemplazado por Manuel Belgrano al mando del mismo, y regresó a Buenos Aires para ocuparse de asuntos políticos.

## Primer Triunvirato
La fracasada Asamblea General reunida en abril de 1812 lo había designado miembro del Primer Triunvirato en reemplazo de Juan José Paso, mientras estaba en camino de regreso a la Capital. Asumió el cargo después de la disolución de la asamblea, a fines de abril o principios de mayo. El gobierno era dirigido por el secretario de Guerra Bernardino Rivadavia, y su postura frente a la guerra de independencia era sumamente retraída: prefería las soluciones diplomáticas a las bélicas y rechazaba cualquier gesto exterior de independencia.
Pueyrredón encargó al recién llegado José de San Martín la formación del Regimiento de Granaderos a Caballo y detuvo la masacre de españoles que siguió a la denuncia de conspiración contra Martín de Álzaga, que nunca se comprobó cierta.
Al llegar la noticia de la victoria de Belgrano en la Batalla de Tucumán, el Triunvirato fue acusado de debilidad ya que esta había sido lograda justamente por desobedecer las órdenes del gobierno. Un golpe de Estado conocido como la Revolución del 8 de octubre de 1812 y dirigido por San Martín, otros jefes militares y miembros de la Logia Lautaro derrocó al gobierno y obligó al cabildo a nombrar un Segundo Triunvirato.
Rivadavia y Pueyrredón fueron desterrados. El segundo terminó confinado en San Luis, donde se dedicó al comercio y la agricultura.

## El Directorio

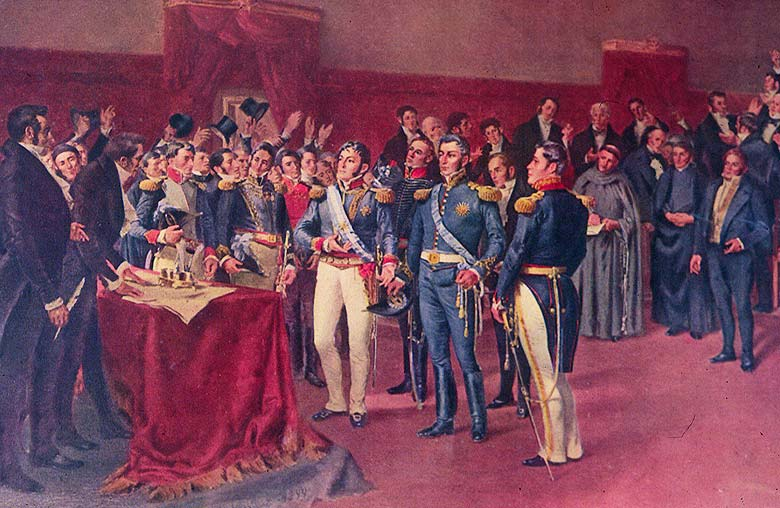
Pueyrredón presenta a José de San Martín al congreso

En septiembre de 1814 Pueyrredón recibió la visita de San Martín, que lo autorizó a visitarlo a su vez en Mendoza, lo que significaba de hecho el final de su confinamiento. En estas dos reuniones, San Martín convenció a Pueyrredón de organizar una campaña naval al Perú desde Chile; dado que este último país había caído en manos realistas, era necesario primeramente recuperarlo para los independentistas.
Regresó a Buenos Aires a principios de 1815, y en mayo se casó con Calixta Telechea, hija del español Francisco de Telechea, uno de los fusilados por el Triunvirato en 1812. Ésta era dueña de una quinta en San Isidro, que sería su casa durante el resto de su vida, y que actualmente es el Museo Juan Martín de Pueyrredón.
En enero del año siguiente fue elegido diputado por San Luis al Congreso de Tucumán, por presión del gobernador Vicente Dupuy sobre el cabildo puntano. Pocos días después de su incorporación al Congreso, este lo nombró Director Supremo de las Provincias Unidas del Río de la Plata, razón por la cual el diputado por San Luis no estuvo presente en la Declaración de la Independencia Argentina.

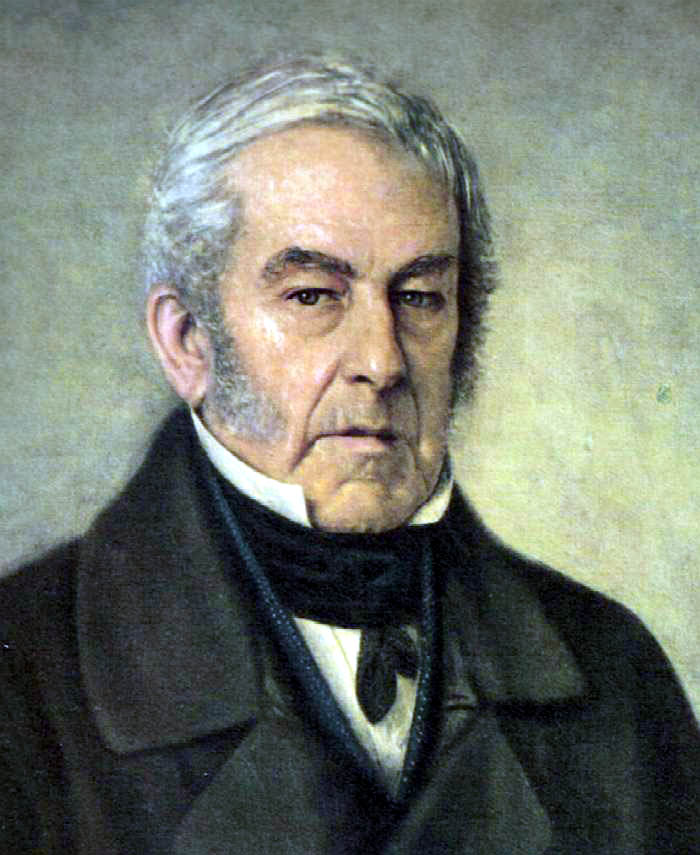
Juan Martín de Pueyrredón. Óleo de su hijo Prilidiano Pueyrredón.

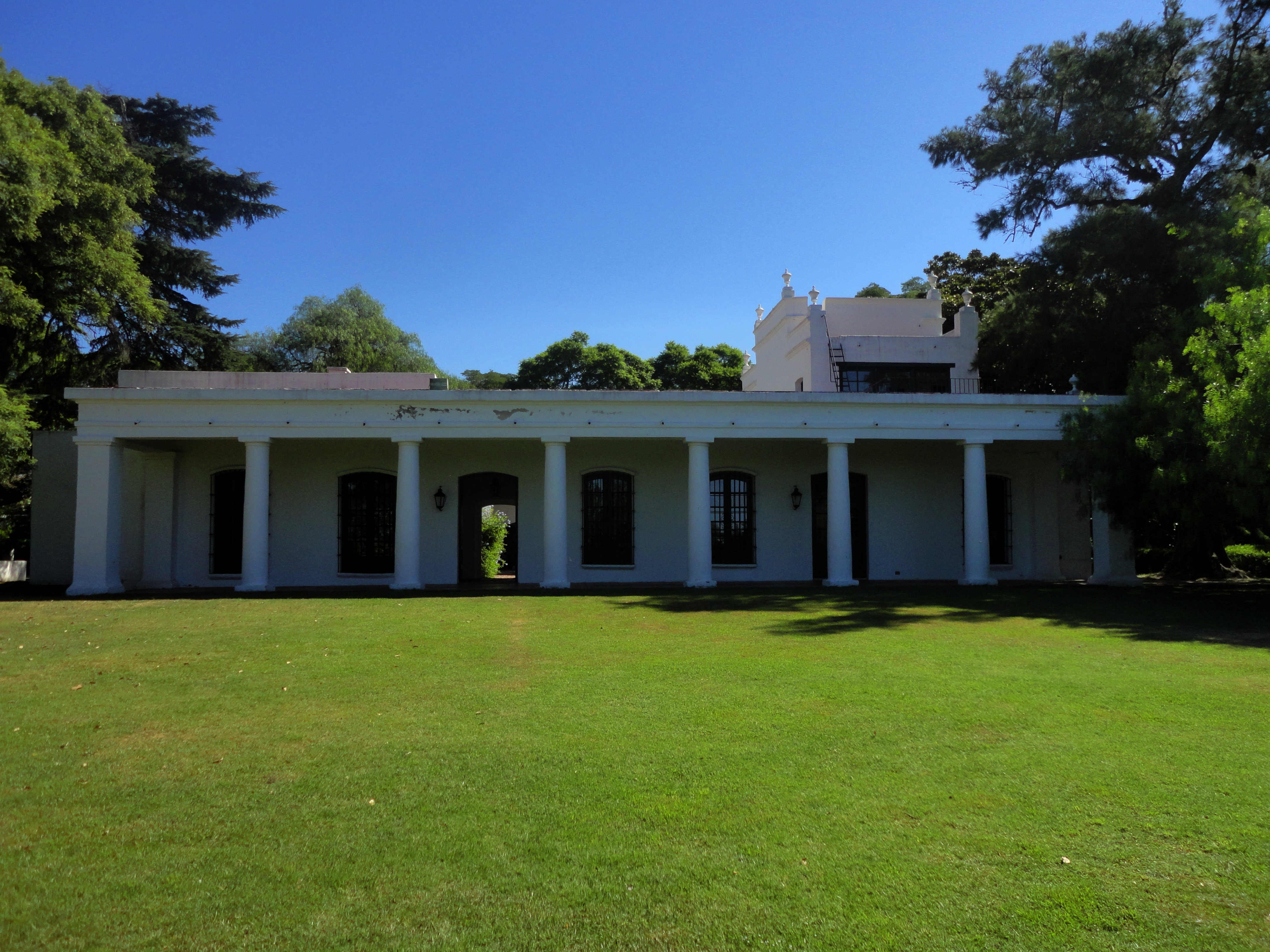
Casa quinta que perteneció a Juan Martín de Pueyrredón ubicada en Acassuso. Actualmente es el Museo Pueyrredón.

Antes de partir hacia Buenos Aires, Juan Martín de Pueyrredón se entrevistó primeramente con el general José Rondeau en Trancas, y luego con el general Martín Miguel de Güemes en el fuerte de Cobos.
Ya en camino hacia la capital, se entrevistó también con José de San Martín, con quien conversó sin testigos, aunque presumiblemente hablaron de los detalles del plan de la campaña a Chile. De allí en más, gran parte de sus esfuerzos estuvieron concentrados en apoyar el Plan Continental de liberación ideado por San Martín a fin de declarar la independencia del  territorio de América del Sur que formaba parte de Imperio español.
Arribó a Buenos Aires el 29 de julio de 1816 y asumió de inmediato el Directorio, nombrando como ministros a Vicente López y Planes en Gobierno y Relaciones Exteriores, a Domingo Trillo en Hacienda y a Juan Florencio Terrada en Guerra y Marina.
Desde un principio reorganizó la Logia Lautaro, creada entre otros por José de San Martín y que había gobernado entre 1812 y 1815 a través de Carlos María de Alvear. La dirección de la logia estuvo en manos de Gregorio García de Tagle —que luego sería ministro de Relaciones Exteriores— y del general Tomás Guido, estrecho colaborador de San Martín. En Buenos Aires la logia recibió el nombre de "Gran Logia" o "Logia Ministerial" que tuvo una composición heterodoxa en cuanto a sus miembros, ya que estaba integrada por personalidades de muy diversos orígenes, pero ortodoxa en cuanto a sus objetivos, ya sus principales fines lo constituían la declaración de la independencia sudamericana y el equipamiento del ejército que debería vencer a los realistas.
Envió al Ejército de los Andes, comandado por San Martín, todo el armamento y las tropas que pudo, además de algunos oficiales destacados.
Por otro lado, realizó campañas de corso alrededor del mundo a través de los capitanes Hipólito Bouchard y Guillermo Brown.
Su papel en la recuperación de Chile del dominio de la Corona española fue muy destacado y también lo fue su colaboración en la organización del ejército que independizó al Perú, epicentro del poder realista en América del Sur.
San Martín le solicitó permanentemente al Director Supremo, recursos humanos y materiales para el Cruce de los Andes. En una carta fechada en noviembre de 1816, Pueyrredón le escribía:

Van los 200 sables de repuesto que me pidió. Van las 200 tiendas de campaña, y no hay más. Va el mundo, va el demonio, va la carne. Y yo no sé cómo me iría con las trampas en que quedo para pagarlo todo, a bien que, en quebranto me voy yo también para que usted me dé algo del charqui que le mando, y ¡carajo! No me vuelva usted a pedir más, si no quiere recibir la noticia de que he amanecido ahorcado en un tirante de la Fortaleza.

Su gobierno interno no tuvo igual brillo que su política a favor de la independencia sudamericana. Entre sus numerosas iniciativas fracasadas estuvieron el avance de las fronteras contra el indio hacia el sur, la fundación de un banco nacional llamado "Caja Nacional de Fondos" y varios repetidos intentos de coronar a un príncipe europeo como rey del Río de la Plata. Además creó el Colegio de la Unión del Sud sobre la base del antiguo Colegio de San Carlos.
Persiguió a la oposición, desterrando a varios de sus dirigentes, entre ellos Manuel Dorrego, Vicente Pazos Kanki, Feliciano Chiclana, Manuel Moreno, Manuel Pagola y varios más.
Atacó de todos los modos que pudo a los partidarios del federalismo en las provincias y no dejó ningún intento de autonomía: él nombró a todos sus gobernadores. Tal era la idea originaria de la Logia Lautaro: la creación de un estado constitucional y unitario.
Como no pudo derrotar en campaña al caudillo federal de la Banda Oriental, José Artigas, invitó al gobierno portugués a invadir esa provincia a través del embajador Manuel José García. Estaba dispuesto a perder una provincia a cambio de constituir la unión nacional y poder gobernar centralizadamente a las demás. Para asegurarse la unidad de los poderes estatales, ordenó trasladar el Congreso de Tucumán a Buenos Aires y expulsar de su seno a los diputados que se opusieron a esa medida.
Después de la invasión portuguesa, reemplazó al gobernador federal de Córdoba por uno adicto, y envió una serie de invasiones a las provincias federales del litoral: dos campañas contra Santa Fe, tres contra Entre Ríos y una contra la Banda Oriental. Explicó a Artigas que no podía afrontar los gastos de expulsar a los portugueses porque todos los recursos iban al Ejército de los Andes; pero si pudo lanzar tantos soldados contra las provincias opositoras, bien habría podido intentar algo contra el avance lusitano-brasileño. Y aun así, no consiguió doblegar la resistencia federal del litoral. 
En 1819, ante los preparativos de una expedición militar española de más de 20.000 hombres, con la que el rey Fernando VII planeaba recuperar la soberanía española del Río de la Plata, Pueyrredón comisionó a dos agentes, Andrés Arguibel y Tomás Antonio de Lezica, para que promovieran una insurrección dentro del ejército español y realizasen todos los pagos que fuesen necesarios, que serían cubiertos por el tesoro argentino. La operación resultó un éxito y facilitó el pronunciamiento de Riego, que impidió que saliera la flota española.
Después de jurar la Constitución de 1819, a mediados de ese año, renunció al cargo de Director Supremo.

## Últimos años

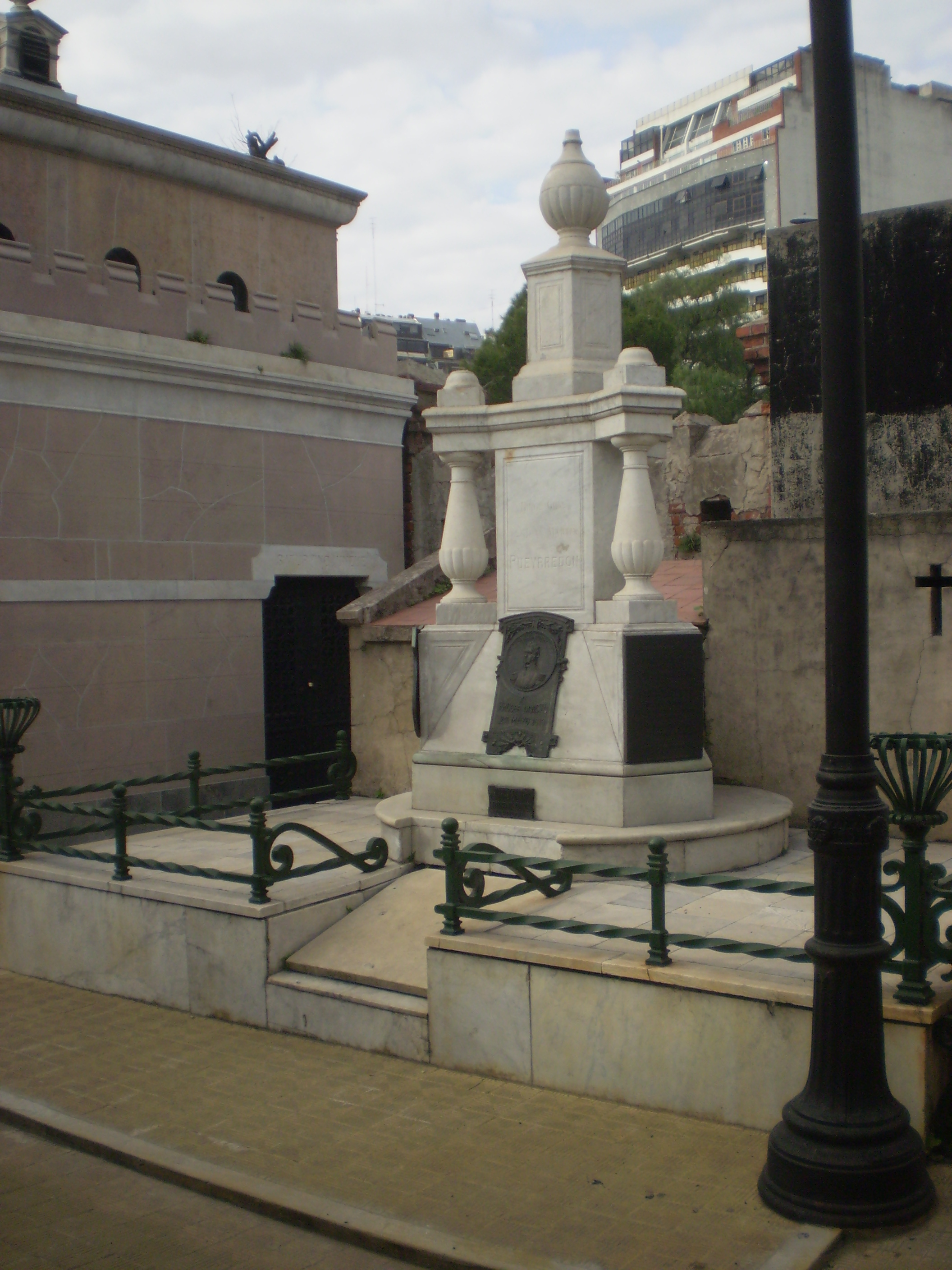
Tumba de Juan Martín de Pueyrredón en el Cementerio de la Recoleta.

Pueyrredón fue reemplazado como Director Supremo de las Provincias Unidas del Río de la Plata por el general José Rondeau, quien continuó su política.
A principios de 1820, producida la victoria de los caudillos del litoral en la Batalla de Cepeda, caían el Directorio, el Congreso y la Constitución Nacional. Las autoridades nacionales se disolvieron bajo la Anarquía del Año XX. Las provincias se declaraban autónomas del poder central. El gobernador de la nueva provincia de Buenos Aires, Manuel de Sarratea, lo hizo arrestar por exigencia de los caudillos federales, para enjuiciarlo por traición a la patria por sus invasiones a las provincias y por el apoyo a la invasión portuguesa. Pero, horas después, el mismo Sarratea lo ayudó a escapar, terminando exiliado en Montevideo, bajo protección portuguesa.
Regresó a Buenos Aires en marzo de 1821 y dos años después su tercera esposa —Calixta Tellechea y Caviedes, hija de uno de los ajusticiados de 1812— le daba su único hijo varón, el pintor e ingeniero civil Prilidiano Pueyrredón, nacido en Buenos Aires el 24 de enero de 1823. Tuvo también dos hijas, Virginia, hija de su segundo matrimonio, y posiblemente fue también su hija María de los Ángeles Pueyrredón, hija extramatrimonial nacida en 1798 y criada por una hermana suya.
Durante los años siguientes desempeñó solo un papel de menor importancia en la política. El presidente Rivadavia lo acusó de falsear su declaración de bienes, pero poco después lo nombró miembro de la Comisión Militar encargada de la reforma del ejército.
En 1829 intentó sin éxito mediar entre Juan Lavalle y Juan Manuel de Rosas. Al iniciarse el segundo gobierno de Rosas, en 1835, se exilió en Burdeos, en Río de Janeiro y en París.
Regresó en octubre de 1849 a San Isidro, y allí murió en marzo del año siguiente. Sus restos mortales descansan en el Cementerio de la Recoleta de la Ciudad de Buenos Aires.